# 前人民
前人民在俄語和俄羅斯文化中是指俄羅斯十月革命後前政權的支持者。這個称谓最早出现在1897年马克西姆·高尔基的短篇小說《沧落的人们》的标题。十月革命後，這個称谓指革命後失去原有社會地位的人，諸如貴族、皇室、官僚、神職人員等。
從布爾什維克黨奪得政權第一天後，“前人民”就成了各種迫害的重点對象。事實上，在大整肅中内务人民委员部進行了多次逮捕“前人民”的行動，其中1935年3月，11000多個前人民於列寧格勒遭到逮捕和殺害。根據1935年2月27日的第29號指令《关于将反革命分子从列宁格勒及郊区驱逐到本国边远地区》，4月份，NKVD主管雅戈达擴大了對列寧格勒州邊界地區和卡累利阿苏维埃社会主义自治共和国22000個前人民的清理，在所謂的“護照行動”期間，還有8000人被驅逐出境。
在大清洗高峰期間，國家對“前人民”的清洗被解釋為消除戰爭中的“叛亂基地”因素。
在1939年，内务人民委员部第001223號命令對“前人民”的定義如下：“前沙皇和白軍行政人員，俄羅斯貴族，貴族地主，商人和小商人，僱傭勞動者，工業家和其他人“。
據估計，在1913年俄羅斯相對富裕的人口有2235万到3500万人。